# ОШ „Синиша Јанић” Власотинце
ОШ „Синиша Јанић“ је основна школа у Власотинцу која носи име по партизану Синиши Јанићу (1920—1942).

## Историјат
Рад школе се темељи на традицији дужој од 140 година. Основана је 1866. године, за време Михаила Обреновића, док су ови наши крајеви још увек били под турском влашћу, и у то време имала је 200 ђака. По ослобођењу од Турака 1878. почиње период развоја школства, у много повољнијим условима. Основна мушка школа имала је 196 ученика, а женска 59.
Као прави расадник знања, школа је преко својих учитеља ширила идеје културе, просвете и знања. Први учитељи били су: Стојан Даскал, Михајло Јовановић, Петар Спирић, Јелена Протић и Анастасије Здравковић. Крајем 19. века и почетком 20. века школа се убрзано развијала, број ученика се из године у годину повећавао. 
У периоду између два рата, школа је носила име „Свети Сава“. Након Другог светског рата, школа је по учитељу и првоборцу из Власотинца, добила име „Синиша Јанић“. Развоју школе допринео је рад изузетних учитеља и наставника који су дали немерљив допринос свестраном образовању великог броја успешних ђака. Они су затим, у свим периодима развоја, проносили славу школе и свога краја широм земље, а појединци и ван ње.